# Križanje vodnih poti v Magdeburgu
Križanje vodnih poti Magdeburg je severno od Magdeburga, v okrožju Hohenwarthe v skupnosti Möser. Predstavlja prečkanje prekopa Mittelland čez Labo.

## Zgodovina
Načrti za izgradnjo vodnega križanja segajo vsaj do začetka 20. stoletja. Leta 1905 se je začela gradnja prekopa Mittelland. Leta 1938 je bilo zgrajeno ladijsko dvigalo Rothensee. Gradila sta se tudi kanalski most in dvojno dvigalo Hohenwarthe. Podporniki, temelji stebrov in štirje loki mostu so bili v veliki meri zaključeni, ko je leta 1942 zaradi druge svetovne vojne prišlo do zamrznitve gradnje. Po vojni pa ga NDR ni nadaljevala, saj na eni strani za povezavo vzhod-zahod ni bilo velikega zanimanja, po drugi strani pa bi bila količina materiala in dela previsoka. Več kot 60 let so mostni oporniki stali na obeh bregovih reke. Rušenje starih delov mostu je bilo možno le z velikim naporom, saj je bila njihova trdnost precej višja od pričakovane.
Po združitvi Nemčij so se ponovno začela prizadevanja za dvig ravni vzhodnega ladijskega prometa na zahodno raven. Eden največjih projektov je bil že načrtovani podaljšek vodne povezave od Hannovra preko Magdeburga do Berlina. Leta 2003 je bil z mostom nad Labo v Magdeburgu dokončan prometni projekt Nemške enotnosti št. 17. Zapornice Rothensee, zgrajene leta 2001, od takrat nadomeščajo zastarelo ladijsko dvigalo.
Odsek prekopa Mittelland od Magdeburga do prekopa Dortmund-Ems je bil do konca leta 2016 prehoden s 185 m dolgimi in 2,80 m potiskači s 3600 t tovora. Leta 2019 je treba zaključiti VDE 17.

## Komponente vodnega križanja
Središče vodnega križanja Magdeburg je kanalski most Magdeburg. Vodi del prekopa, to je kanal Mittelland, čez Labo. Vzhodno od Labe se prekop Mittelland združi v prekop Elbe-Havel.
Poleg tega obstajajo zgradbe za dvigovanje, dvigalo Rothensee in vzporedno zgrajena zapornica Rothensee (odprtje 2001), preko katere se lahko ladje dvignejo iz prekopa Mittelland v Labo. Na vzhodni strani Labe je še vedno zapornica Niegripp, za povezavo Labe s prekopom Laba - Havel in zapornico Hohenwarthe (odprtje 2003), da bi nadomestili razliko v višini med obema prekopoma, do vodnega križanja pri Magdeburgu.
Do odprtja mostu za kanal in dvojne zapornice oktobra 2003 so morale ladje, ki so želele preiti iz prekopa Mittelland v prekop Laba-Havel ali obratno, narediti dvanajst kilometrov obvoza preko zapornic Rothensee, Laba in Niegripp. Problem so bile različne vodne gladine med prekopom Mittelland in Labo ter pripadajočimi različnimi globinami plovil. Medtem, ko je v prekopu Mittelland mogoča približno 2 m globina potopa, se vrednost v Labi giblje med 1,30 m in 1,50 m. Posledica tega je bila, da so morale ladje z večjim ugrezom kot v Labi počakati v pristanišču Magdeburg. Del tovora je bil prepeljan z drugo ladjo v prekop Laba-Havel in tam ponovno naložen.
Povezovalni kanal med prekopom in Labo se imenuje povezovalni kanal Rothenseer. Ima neposreden dostop do pristanišča v Magdeburgu prek magdeburškega podružničnega prekopa in je del pristanišča z lastnimi pristaniškimi zmogljivostmi. Tako da pristanišče Magdeburg ostaja plovno z ladjami iz prekopa tudi pri oseki na Labi, nizkovodna zapornica Magdeburg, odprta leta 2013, je med spustnim kanalom in Labo.
- Most med gradnjo
- Korito mostu čez Labo
- Pogled na korito, spodaj Laba
- Kanal na mostu
- Zapornica Rothensee
- Zapornica Hohenwarthe
- Zapornica Niegripp
- Zapornica za nizko vodo Magdeburg

## Uporaba vodnega križanja
Gradnja koritastega mostu in zapornice Hohenwarthe je bila utemeljena z napovedmi prometa podjetja Planco Consulting. Po zaključku križanja vodnih poti se je povečal tovorni promet na prekopu Mittelland, prekopu Laba in Havel za približno 600%.  Številke, predvidene za most, so bile večkrat popravljene navzdol. Leta 2010 je bil dejanski obseg prometa na kanalih okoli 10 odstotkov, na Labi pa približno 5 odstotkov napovedanih vrednosti in je bil, z izjemo prekopa Mittelland, še vedno pod prometnimi vrednostmi pred gradnjo križanja plovne poti.
Prvotno je bila načrtovana vzporedna zapornica Hohenwarthe in dela ladijskega križanja Rothensee. Načrtovano je bilo, da bi »nadaljevali z obratovanjem ladijskega dvigala Rothensee po začetku obratovanja nove zapornice vzporedno s sodobno opremo«. 
Med drugim ladijsko dvigalo predstavlja edino prevozno sredstvo za manjša plovila za razvedrilo, ki ne morejo krmariti skozi zapornice Hohenwart in mostu zaradi možnih nevarnosti, ki jih povzroča turbulenca vode. Poleg tega ladijsko dvigalo deluje veliko bolj energetsko učinkovito kot zapornice, kjer je treba 40 odstotkov poplavne vode črpati od nižje do zgornje ravni vode. Tako predstavlja alternativo zapornici tudi za ladje, dolge do 85 metrov in široke dva metra, v nasprotju z načrti pa je bilo delovanje v letu 2006 zaradi pomanjkanja donosnosti na zahtevo zveznega računskega sodišča ukinjeno. Avgusta 2013 je bila ponovno odprta za turistične namene. 